# Ramon International Airport
Ramon International Airport er en international lufthavn i Timna-dalen i det sydlige Israel. Den har erstattet Eilats lufthavn og alle civile flyvninger fra Ovdas lufthavn og fungerer som et alternativ til Israels primære lufthavn, Ben Gurion. Ramon-lufthavnen er placeret 18 km nord for Eilat, nær ved Be'er Ora. Den har en landingsbane på 3.600 m, hvilket er længere end landingsbanen i Eilat; derfor vil det være muligt for store fly at lande. Lufthavnen åbnede i 2019 og er opkaldt efter Ilan Ramon og hans søn Assaf Ramon.